# Браду (Арджеш)
Браду (рум. Bradu) — село у повіті Арджеш в Румунії. Входить до складу комуни Браду.
Село розташоване на відстані 102 км на захід від Бухареста, 9 км на південь від Пітешть, 99 км на північний схід від Крайови, 112 км на південний захід від Брашова.

## Населення
За даними перепису населення 2002 року у селі проживала 3561 особа.
Національний склад населення села:
| Національність | Кількість осіб | Відсоток |
| -------------- | -------------- | -------- |
| румуни         | 3530           | 99,1%    |
| цигани         | 27             | 0,8%     |

Рідною мовою назвали:
| Мова      | Кількість осіб | Відсоток |
| --------- | -------------- | -------- |
| румунська | 3536           | 99,3%    |
| циганська | 23             | 0,6%     |